# Dogs of War
| 전문가 평가                      | 전문가 평가 |
| 평가 점수                        | 평가 점수   |
| 출처                             | 점수        |
| -------------------------------- | ----------- |
| AllMusic                         | [ 1 ]       |
| Collector's Guide to Heavy Metal | 7/10        |
| Record Collector                 | [ 3 ]       |

《Dogs of War》는 영국의 헤비 메탈 밴드 색슨의 열두 번째 스튜디오 음반으로, 1995년 9월에 발매되었다. 이 음반은 그레이엄 올리버가 해고되기 전 마지막으로 발매된 음반이었다.

## 배경
1995년 9월에 발매된 《Dogs of War》는 색슨에게 사운드와 라인업 면에서 변화의 시기를 맞이했다. 밴드는 하드 록과 더욱 강렬하게 어울리기 시작했고, 클래식 포메이션의 멤버로서 그레이엄 올리버의 마지막 음반에 참여했다. 기타리스트는 1980년 라이브 음반 판매를 다른 멤버들의 허락 없이 주도했다는 이유로 색슨에서 추방당했다. 심지어 《Dogs of War》는 2009년에 이 쇼의 보너스 트랙과 함께 다시 발매되었다.

## 곡 목록
모든 곡들은 색슨에 의해 작사/작곡하였다.
| #   | 제목                               | 재생 시간 |
| --- | ---------------------------------- | --------- |
| 1.  | 〈Dogs of War〉                    | 4:36      |
| 2.  | 〈Burning Wheels〉                 | 4:10      |
| 3.  | 〈Don't Worry〉                    | 5:17      |
| 4.  | 〈Big Twin Rolling (Coming Home)〉 | 5:23      |
| 5.  | 〈Hold On〉                        | 4:31      |
| 6.  | 〈The Great White Buffalo〉        | 5:52      |
| 7.  | 〈Demolition Alley〉               | 6:09      |
| 8.  | 〈Walking Through Tokyo〉          | 5:50      |
| 9.  | 〈Give It All Away〉               | 4:03      |
| 10. | 〈Yesterday's Gone〉               | 3:43      |

## 차트
| 차트 (1995년)                     | 순위 |
| --------------------------------- | ---- |
| 독일 앨범 (Offizielle 탑 100)     | 55위 |
| 스위스 앨범 (슈바이처 히트파라데) | 43위 |